# Sus-dominante

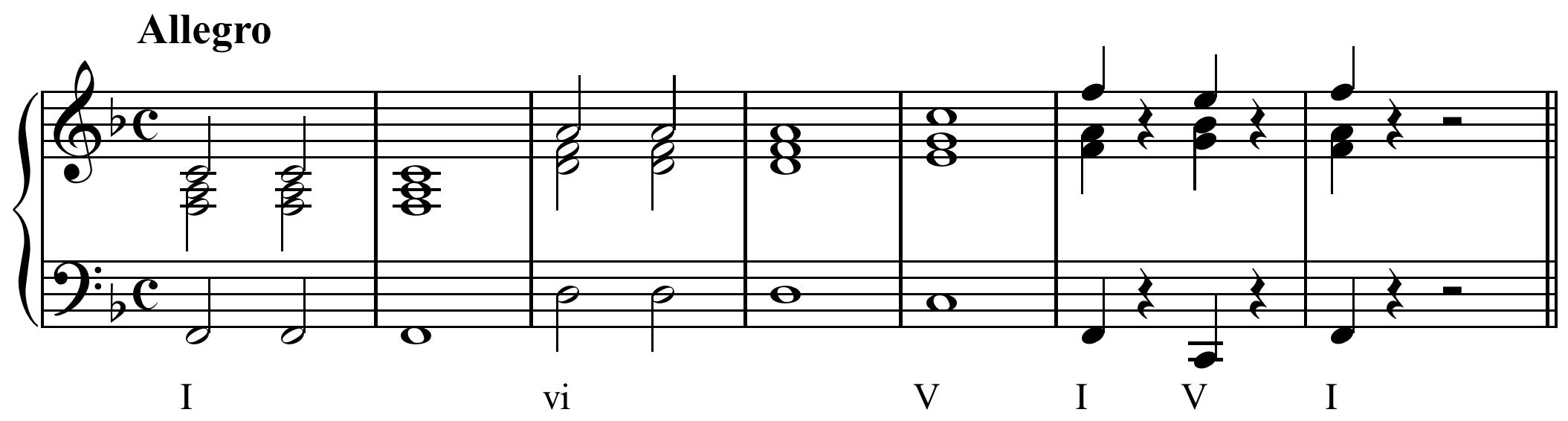
Sus-dominante

Dans la musique tonale, la sus-dominante désigne le sixième degré d'une gamme. 
Au même titre que la médiante, elle est appelée « note modale » parce qu'elle permet de faire la différence entre le mode majeur et le mode mineur. 
Quel que soit le mode — gamme majeure ou gamme mineure — ce degré est toujours situé une sixte au-dessus du degré principal, la tonique, soit, une tierce au-dessous, conformément à la règle des renversements. Cette sixte est majeure dans le mode majeur, et mineure dans le mode mineur.
Par exemple, la note la est la sus-dominante de la gamme de do majeur, et la note la {\displaystyle \flat }, la sus-dominante de la gamme de do mineur.
Dans la gamme mineure, la sus-dominante est également une « note mobile », c'est-à-dire, une note susceptible d'être élevée d'un demi-ton chromatique, principalement dans la forme ascendante du mode mineur mélodique, et dans certains ornements mélodiques — note de passage...
En harmonie tonale, la sus-dominante est considérée comme un bon degré remplissant une « fonction tonale » proche de la fonction de tonique. À ce titre, l'accord construit sur ce VIe degré introduit souvent l'accord de dominante.